# Gunung Terang (Way Tenong)
Gunung Terang is een bestuurslaag in het regentschap Lampung Barat van de provincie Lampung, Indonesië. Gunung Terang telt 3278 inwoners (volkstelling 2010).